# Horné Pršany
Horné Pršany (allemand : Sonntagsgrund), est un village de Slovaquie situé dans la région de Banská Bystrica.

## Histoire
Première mention écrite du village en 1407.

## Démographie

### Évolution de la population
| Année:               | 1994. | 2004.   | 2014.   | 2024.   |
| -------------------- | ----- | ------- | ------- | ------- |
| Nombre de personnes: | 346   | 375     | 383     | 386     |
| Différence:          |       | +8,38 % | +2,13 % | +0,78 % |

| Année:               | 2023. | 2024.   |
| -------------------- | ----- | ------- |
| Nombre de personnes: | 384   | 386     |
| Différence:          |       | +0,52 % |